# Baltimore Bays 1969
Questa pagina raccoglie i dati riguardanti i Baltimore Bays nelle competizioni ufficiali della stagione 1969.

## Stagione
Alla guida della squadra venne confermato l'inglese Gordon Jago, che americanizzò la rosa dei Bays, ingaggiando numerosi giocatori statunitensi e naturalizzati.
La stagione fu fallimentare, poiché i Bays ottennero solo due vittorie, un pareggio e ben 13 sconfitte, piazzandosi al quinto ed ultimo posto del girone unico.
La franchigia la stagione seguente lasciò la NASL per iscriversi qualche anno dopo all'American Soccer League.

## Organigramma societario
Area direttiva
Area tecnica
- Allenatore: Gordon Jago

## Rosa
| N.  |                        | Ruolo | Calciatore            |
| --- | ---------------------- | ----- | --------------------- |
| 1   | Stati Uniti (bandiera) | P     | Orest Banach          |
| 3   | Stati Uniti (bandiera) | D     | Ivan Borodiak         |
| 3   | Messico (bandiera)     | D     | Miguel Padilla        |
| 3/4 | Inghilterra (bandiera) | D     | Gordon Bradley        |
| 4   | Argentina (bandiera)   | D     | Héctor Jesús Martínez |
| 5   | Inghilterra (bandiera) | D     | Brian Pillinger       |
| 7   | Giamaica (bandiera)    | A     | Art Welch             |
| 8   | Stati Uniti (bandiera) | A     | Miguel Maliszewski    |
| 9   | Australia (bandiera)   | A     | Karl Minor            |
| 10  | Stati Uniti (bandiera) | A     | Siegfried Stritzl     |
| 11  | Stati Uniti (bandiera) | A     | Dietrich Albrecht     |
| 12  | Stati Uniti (bandiera) | A     | Peter Millar          |

| N.    |                        | Ruolo | Calciatore        |
| ----- | ---------------------- | ----- | ----------------- |
| 13    | Stati Uniti (bandiera) | P     | Joe Manfre        |
| 14    | Stati Uniti (bandiera) | D     | Tommy Wall        |
| 14    | Stati Uniti (bandiera) | C     | Paul Scardina     |
| 14/18 | Stati Uniti (bandiera) | D     | Howard Beck       |
| 15    | Stati Uniti (bandiera) | A     | John Hennigan     |
| 16    | Stati Uniti (bandiera) | A     | Jim Malcolm       |
| 17    | Giamaica (bandiera)    | A     | Asher Welch       |
| 18    | Stati Uniti (bandiera) | D     | Dennis Woodward   |
|       | Stati Uniti (bandiera) | P     | Mario Jelenkovich |
|       | Stati Uniti (bandiera) | A     | Rusty Kindratiw   |
|       | Israele (bandiera)     | D     | David Primo       |
|       | Stati Uniti (bandiera) | C     | Dave Woodward     |